# Шерсть

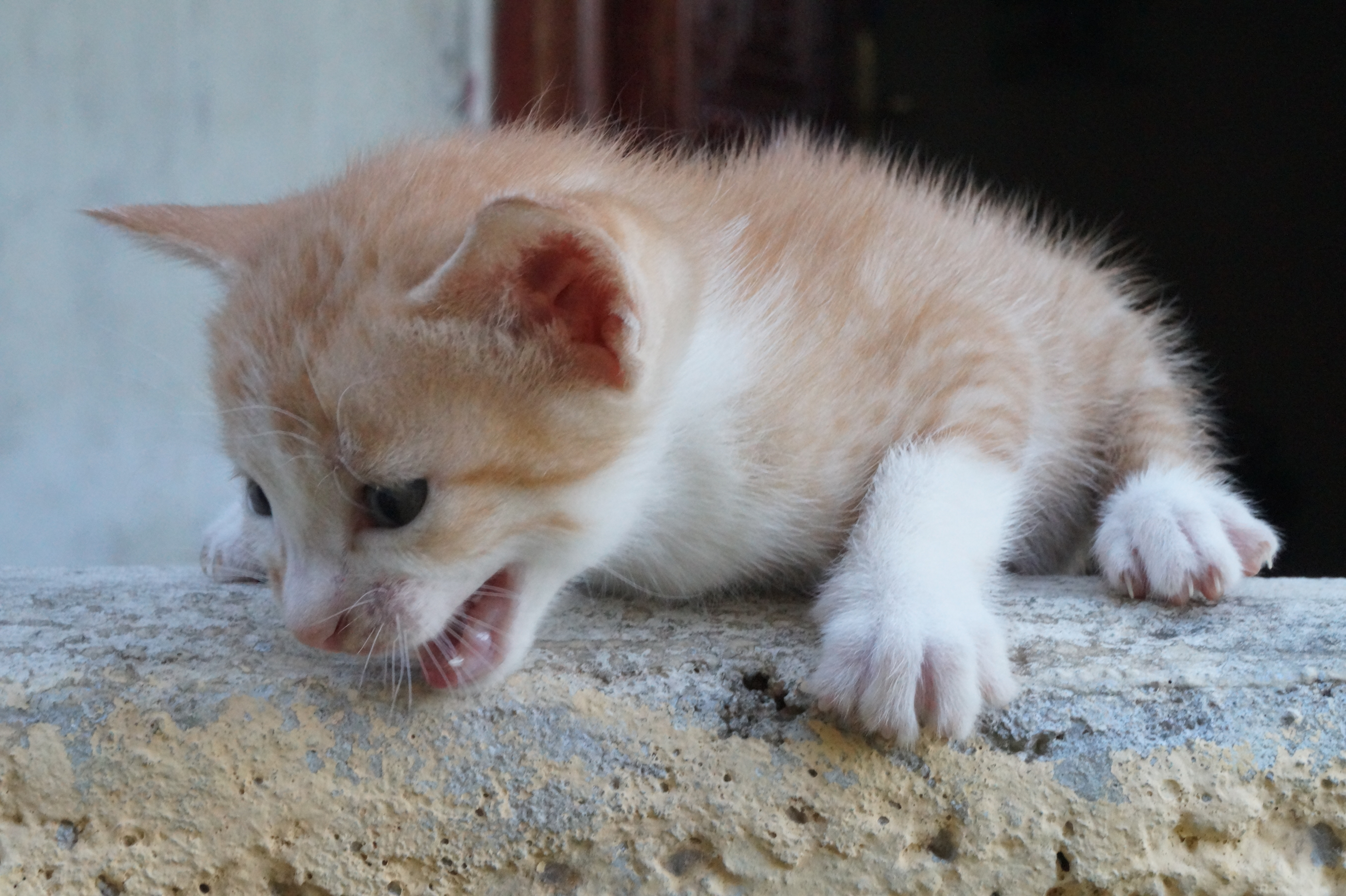
Шерсть котёнка

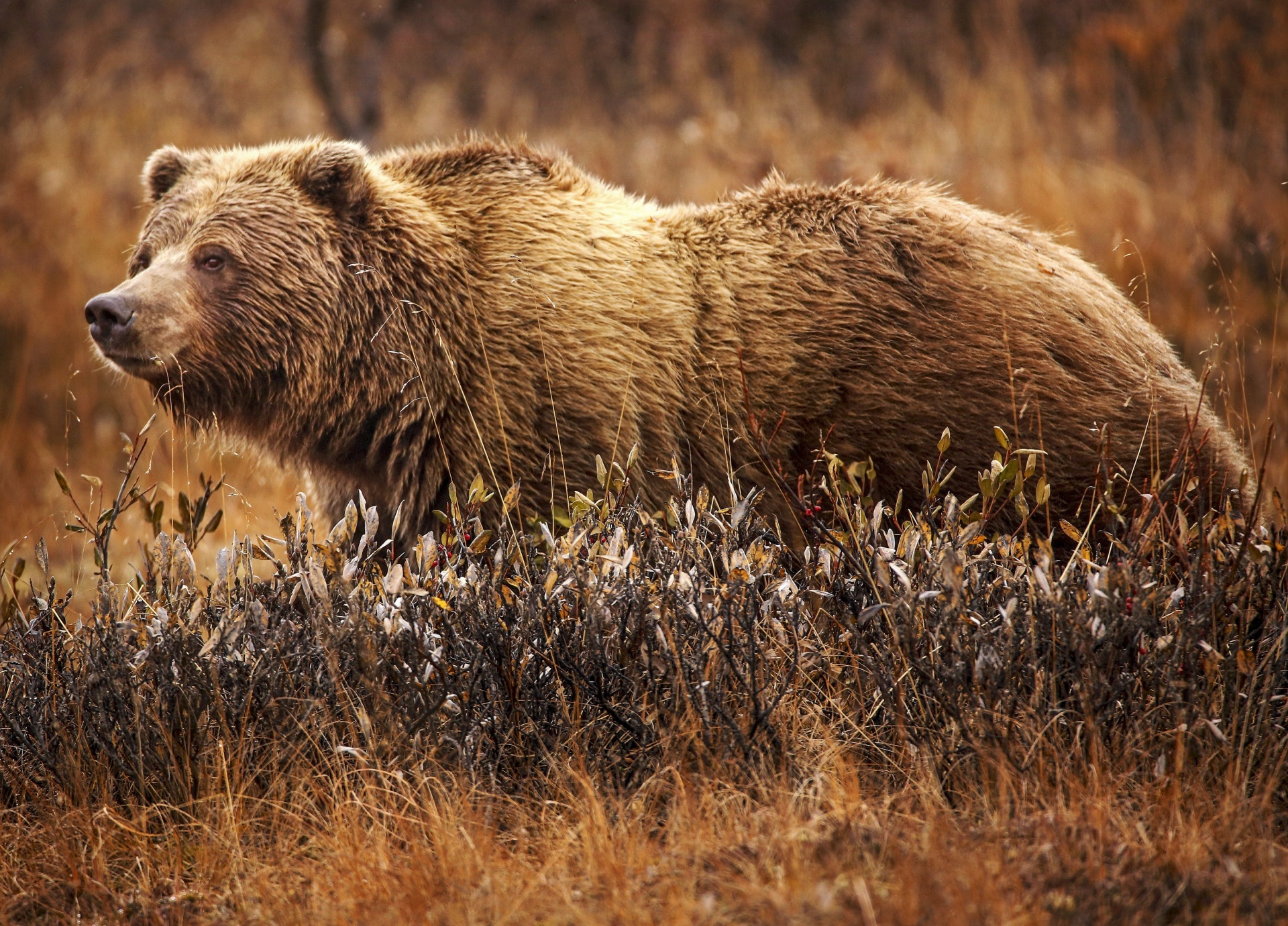
Как и многие млекопитающие, медведи покрыты густым мехом

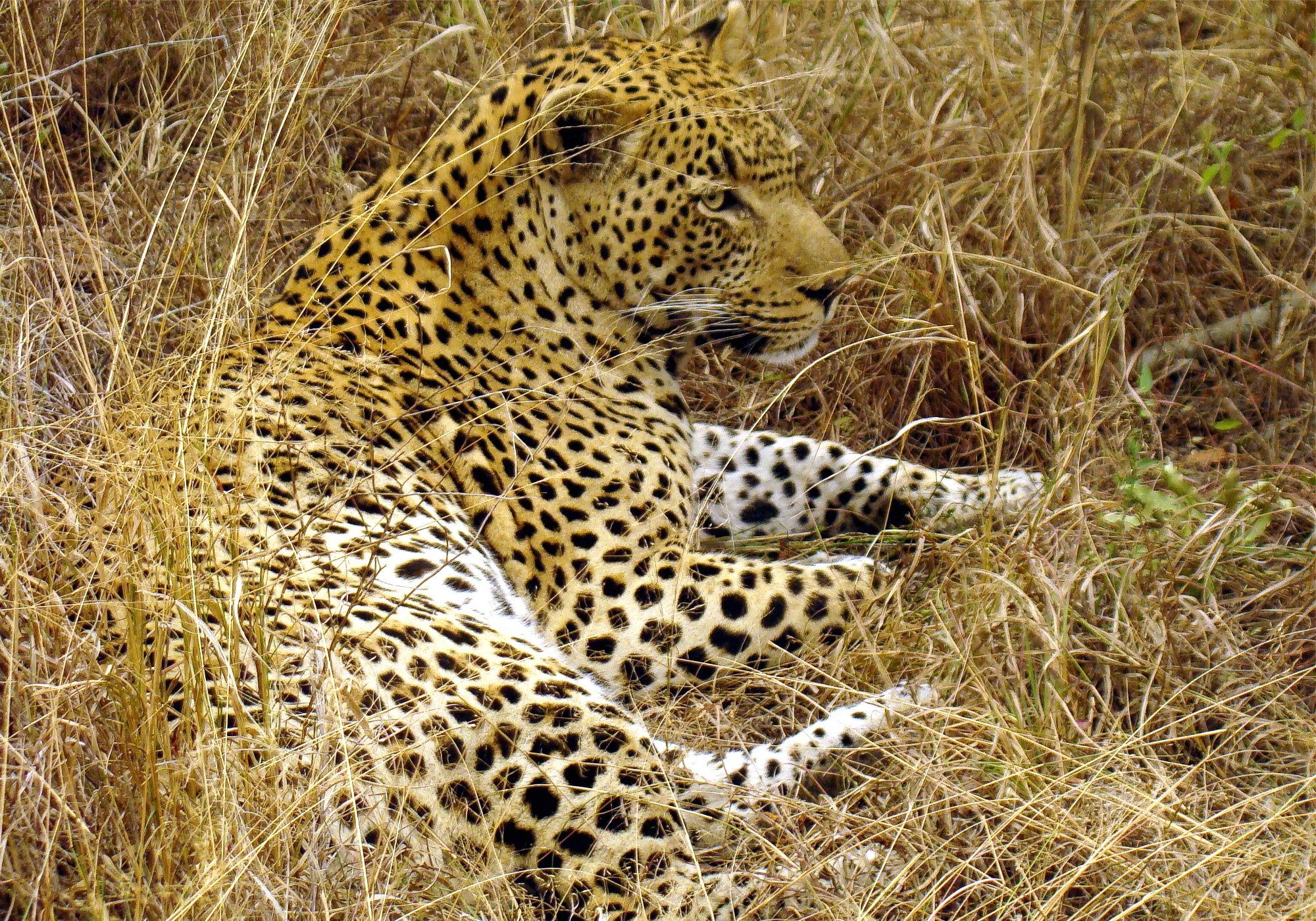
Шерсть леопарда обеспечивает камуфляж

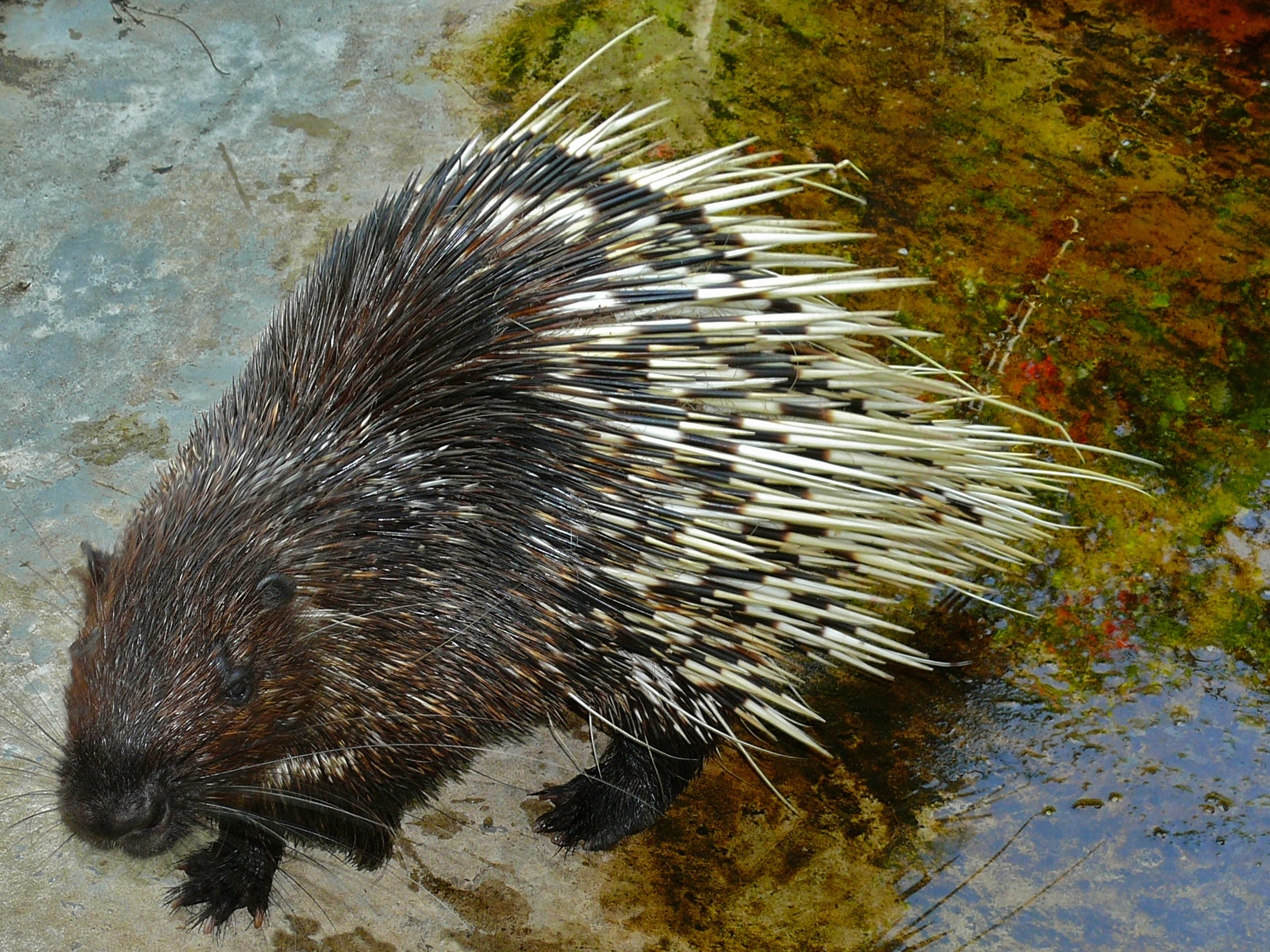
Малайский дикобраз с торчащими иглами

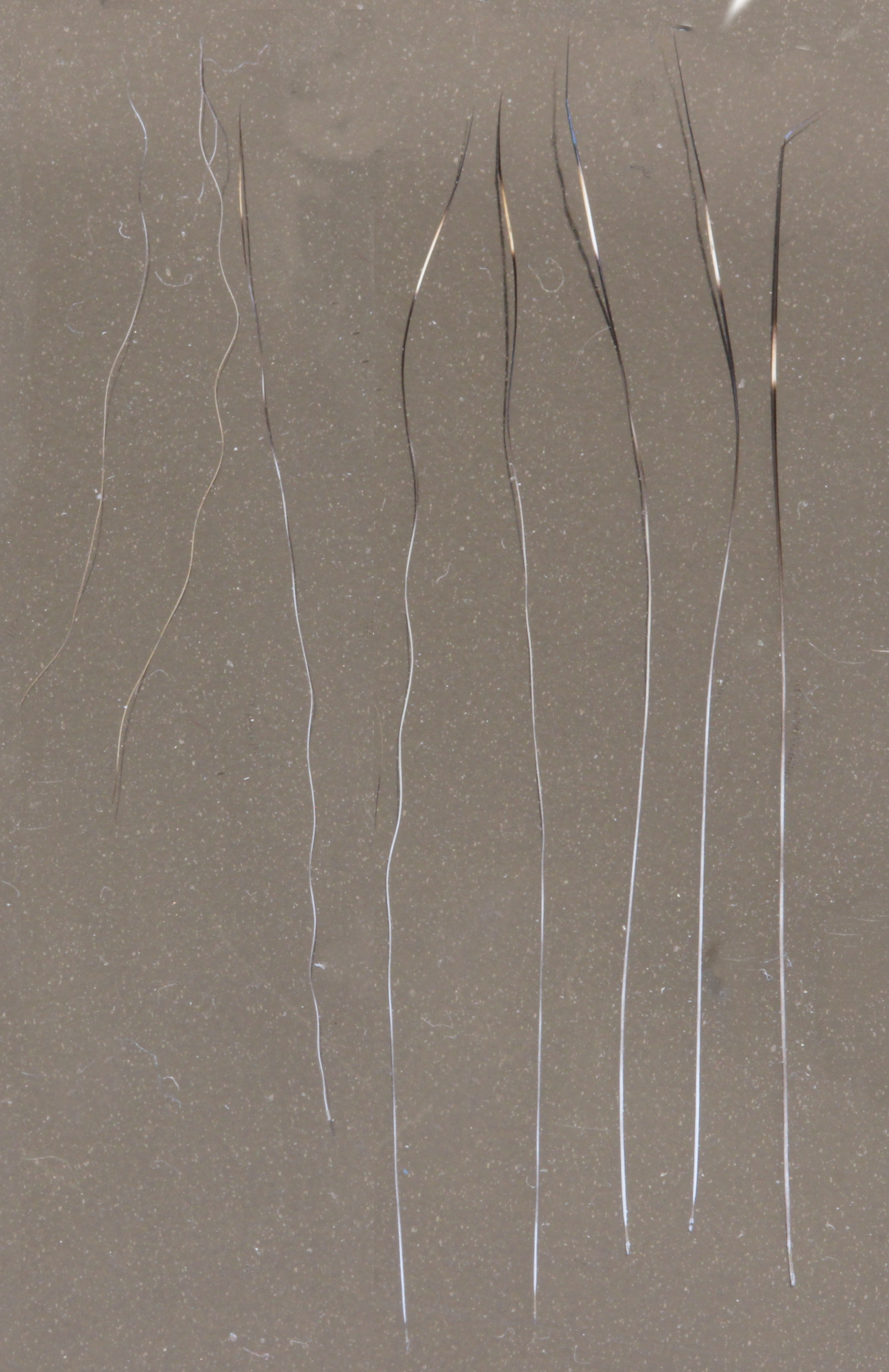
Пух, ость и остевые волосы домашней полосатой кошки

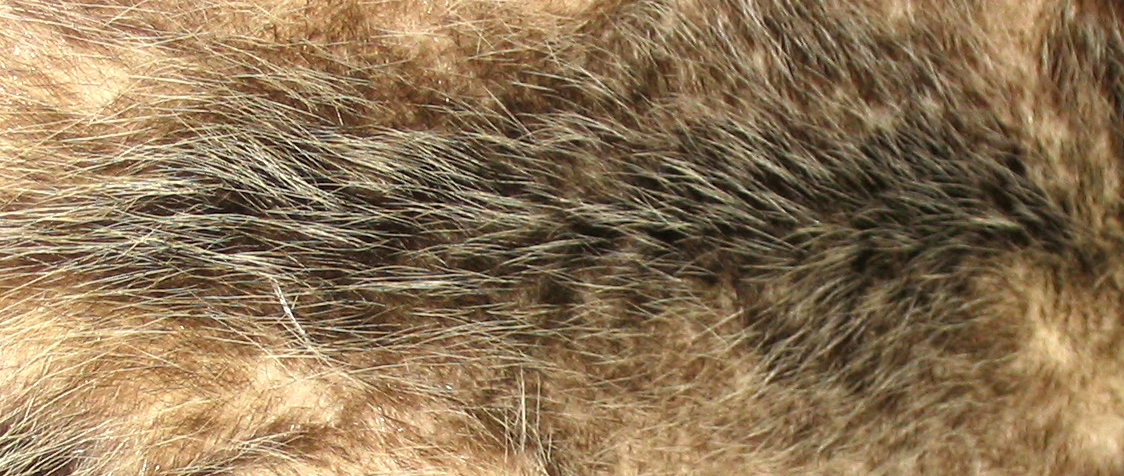
Мех опоссума

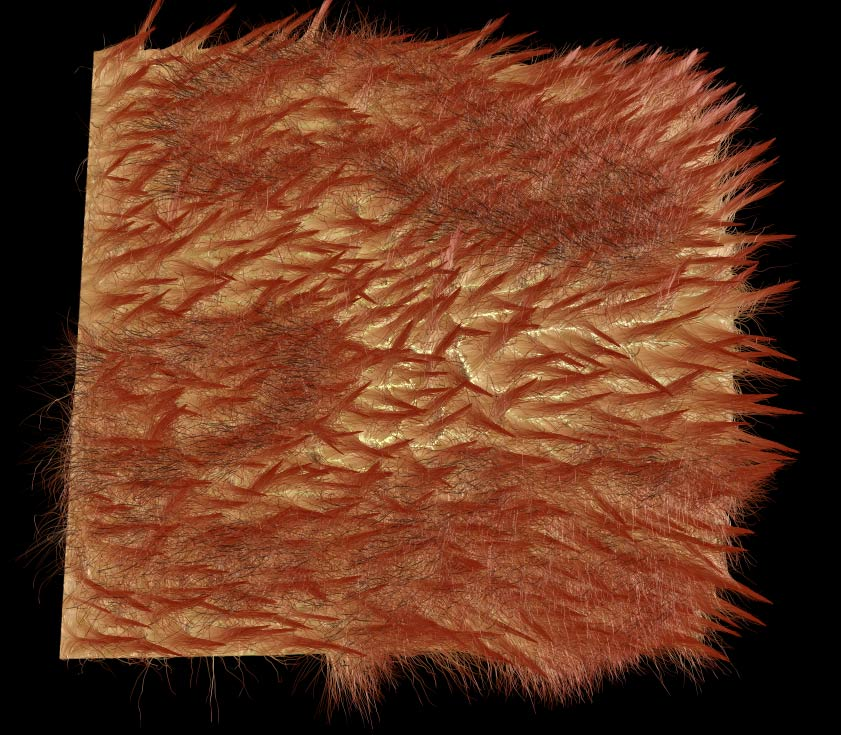
Компьютерное изображение мокрого меха

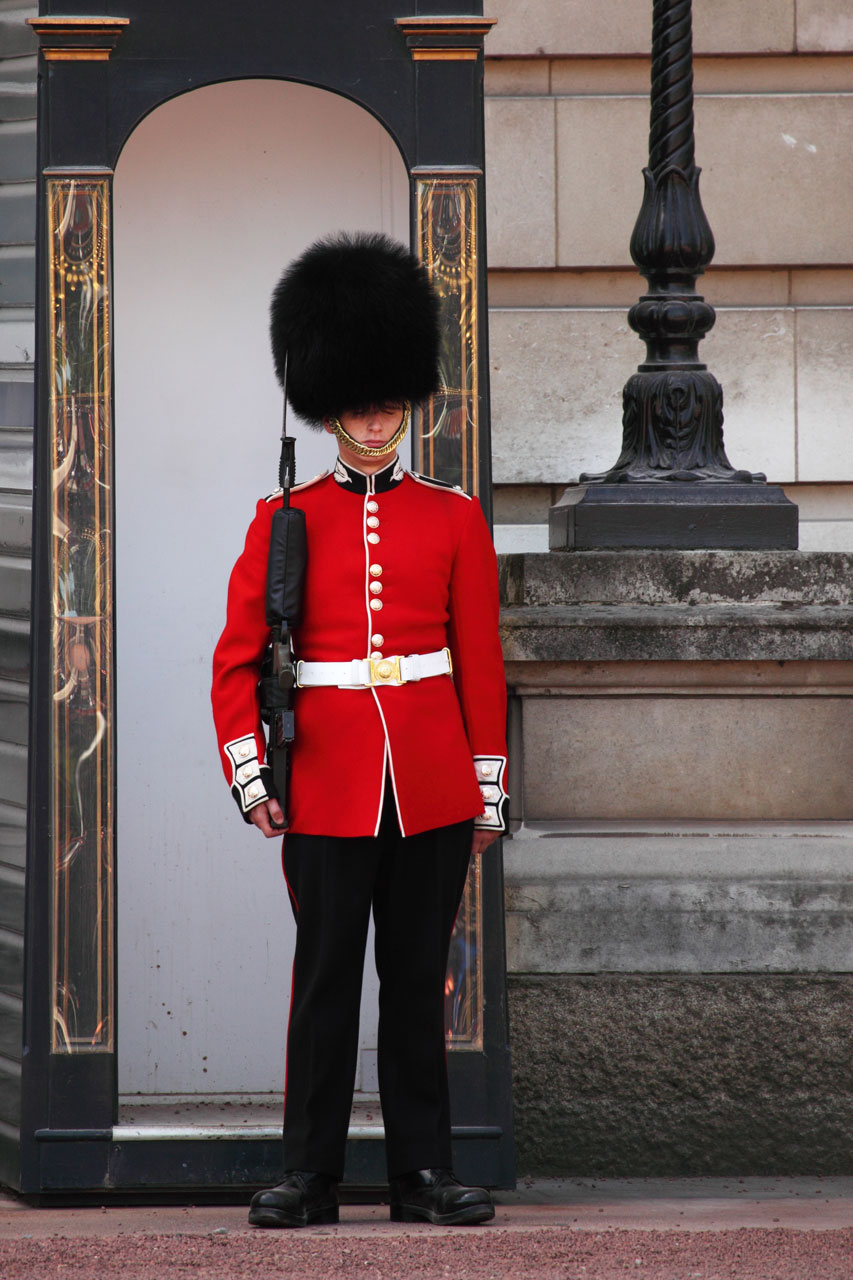
Знаменитые медвежьи шкуры Королевской гвардии в Букингемском дворце сделаны из меха американских чёрных медведей

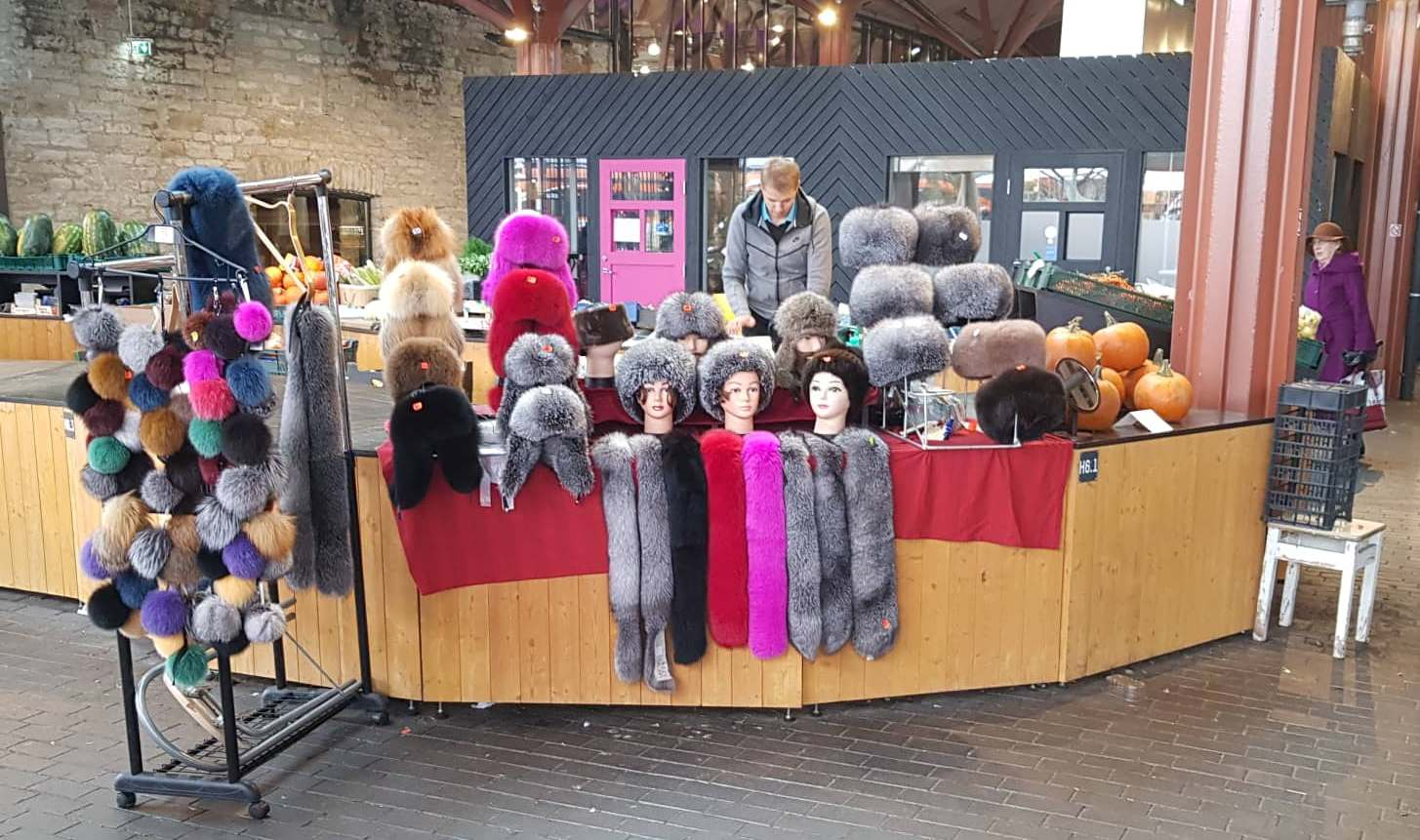
Торговля мехом в Таллине, Эстония, в 2019 г.

Ше́рсть — волосяной покров кожи у млекопитающих, кроме голого землекопа и морских зверей — ластоногих, сирен и китообразных.

## Эволюционное происхождение шерсти
Согласно некоторым теориям, шерсть гомологична колючкам ежей и дикобразов.

## Строение шерсти
Шерсть состоит из остевых (покровных) волос и подшёрстка.
Остевые (или покровные) волосы имеют большую длину, хорошо развитый прямой либо слегка изогнутый стержень с чешуйчатым строением. В середине слегка утолщены. Вершина волоса представляет собой конус.
Остевые волосы подразделяются на волосы I, ll, III и иногда IV порядка в зависимости от толщины. Самые толстые и длинные называются направляющими. Они расположены более редко, и их концы выдаются над общей массой волосяного покрова. Строение остевых волос обусловливает волнистость и структуру шерсти. Чем они прямее и прочнее, тем шерсть менее волнистая. Часто остевой волос имеет свой мускул-подниматель, потовую и сальную железу. Покровные волосы выполняют прежде всего защитную функцию, сохраняя тепло и защищая кожу от травм. У многих видов животных шерсть имеет очень важную для выживания камуфляжную окраску (например, заяц-беляк или белый медведь).
Пуховые волосы (подшерсток) — это более короткие и тонкие, обычно волнисто изогнутые волосы без сердцевины или со слабо развитой сердцевиной. Они служат для более эффективного удержания тепла в шерстяном покрове. У многих видов животных появляются в большом количестве только в холодное время года.
Различают ещё промежуточные волосы, занимающие положение между пуховыми и остевыми.

## Хозяйственная ценность
Собранная отдельно от кожи шерсть некоторых видов животных имеет очень большую хозяйственную ценность: из неё производят изделия лёгкой промышленности и трикотаж.
В промышленных масштабах широко используется шерсть овцы, козы, верблюда, кролика, енота, бобра, ангорского кролика, ангорской козы. Сбор шерсти осуществляется без забоя, что даёт возможность получать ценный материал на протяжении всей жизни животного. Многие организации, выступающие против умерщвления животных ради потребностей человека, настаивают на том, чтобы шерсть использовалась только в этом направлении.
Шерсть животных, снятая вместе с кожей, называется шкура. Из шкур животных изготавливают верхнюю одежду, обувь, головные уборы. Ввиду того, что структура шерсти после выделки кожи остается неизменной, изделия из шкур животных обладают очень хорошей устойчивостью к холоду.
Шерсть некоторых групп зверей, таких как семейство куньих и отряд зайцеобразных, некоторых видов грызунов (бобёр), псовых (лисицы), кошачьих (рысь), именуется мехом. Большое значение имеет ценный мех пушных зверей, таких как соболь, горностай, и др. Изделия из ценного меха зачастую служат лишь декоративным целям. Вследствие высокой стоимости таких изделий их использование является показателем высокого материального статуса хозяина (аналогично изделиям из драгоценных металлов и камней).

## Особенности у разных видов млекопитающих
Наиболее мягкая шерсть, имеющаяся у куньих, лис, зайцев, леопарда, лемура и бобров, называется мехом.